# نوريكو بابا
نوريكو بابا (馬場 典子) (4 مايو 1977 في طوكيو في اليابان – )؛ هي لاعبة كرة قدم كانت تلعب كمدافع. ولعبت مع منتخب اليابان لكرة القدم للسيدات.

## وصلات خارجية
- نوريكو بابا على موقع عالم كرة القدم.نت (الإنجليزية)